# Ducula galeata
Ducula galeata е вид птица от семейство Гълъбови (Columbidae). Видът е застрашен от изчезване.

## Разпространение
Видът е разпространен във Френска Полинезия.